# Hai He
Il sistema del fiume Hai He  (cinese: 海河; pinyin: Hai He; romanizzazione Wade-Giles: Hai Ho) è un vasto sistema idrografico che raggruppa vari corsi d'acqua della Cina settentrionale che scaricano le proprie acque in mare attraverso il fiume Hai. Il nome «Hai», più propriamente, appartiene solamente al breve fiume che scorre da Tianjin al Bo Hai (o golfo di Chihli) a Tanggu, percorrendo una distanza di circa 70 km. Il sistema ha un bacino idrografico di circa 208.500 km², che comprende quasi l'intera provincia dello Hebei, le pendici orientali dei monti Taihang nella provincia dello Shanxi, e l'angolo nord-orientale della provincia dello Henan.
I principali tributari sono il Chao, che ha la propria sorgente sulle montagne a nord e nord-est di Pechino; lo Yongding, che scorre verso sud-est dal bacino artificiale di Guanting a Tianjin, attraverso Pechino; il Daqing, che scorre verso est dai monti Taihang per congiungersi allo Hai a Tianjin; e lo Ziya, che scorre verso nord-est dallo Hebei sud-occidentale verso Tianjin, assieme al suo affluente più importante, lo Hutuo, che nasce sui monti Taihang a ovest di Shijiazhuang nello Hebei occidentale. Il più importante tra gli affluenti dello Hai è lo Yongding. Originando dal bacino artificiale di Guanting - a sua volta alimentato dal fiume Sanggan - lo Yongding scorre attraverso la pianura della Cina del Nord nell'area di Pechino e prosegue fino a Tianjin, dove fluisce nello Hai e, da qui, nel Bo Hai. Il Gran Canale si unisce allo Yongding appena a nord di Tianjin e continua a sud della città dalla sua confluenza con lo Ziya.
La pianura dello Hebei, drenata dal corso inferiore dei vari fiumi del sistema dello Hai, è pianeggiante. I fiumi hanno una bassa pendenza e sono spesso spinti al di sopra del livello del terreno circostante dal limo che trasportano dalle alture dei Taihang. La profondità dei fiumi è molto variabile, poiché le precipitazioni della regione variano molto a seconda della stagione, con inverni aridi (durante i quali molti dei torrenti si riducono a semplici ruscelli) ed estati e autunni molto piovosi; le piogge che cadono sui monti Taihang, in particolare, provocano gravi inondazioni sulle pianure più basse. Il fiume Hai non riesce a incanalare la quantità delle acque di piena createsi. Negli ultimi secoli le inondazioni si presentavano con una frequenza quasi annuale. Nel 1939 la stessa Tianjin venne sommersa dalle acque per un mese. Queste inondazioni non causavano solamente vittime, danni ai raccolti e alle proprietà, ma innalzavano anche il contenuto alcalino dei suoli delle regioni frequentemente inondate di gran parte dello Hebei, e quindi riducendone molto la produttività.

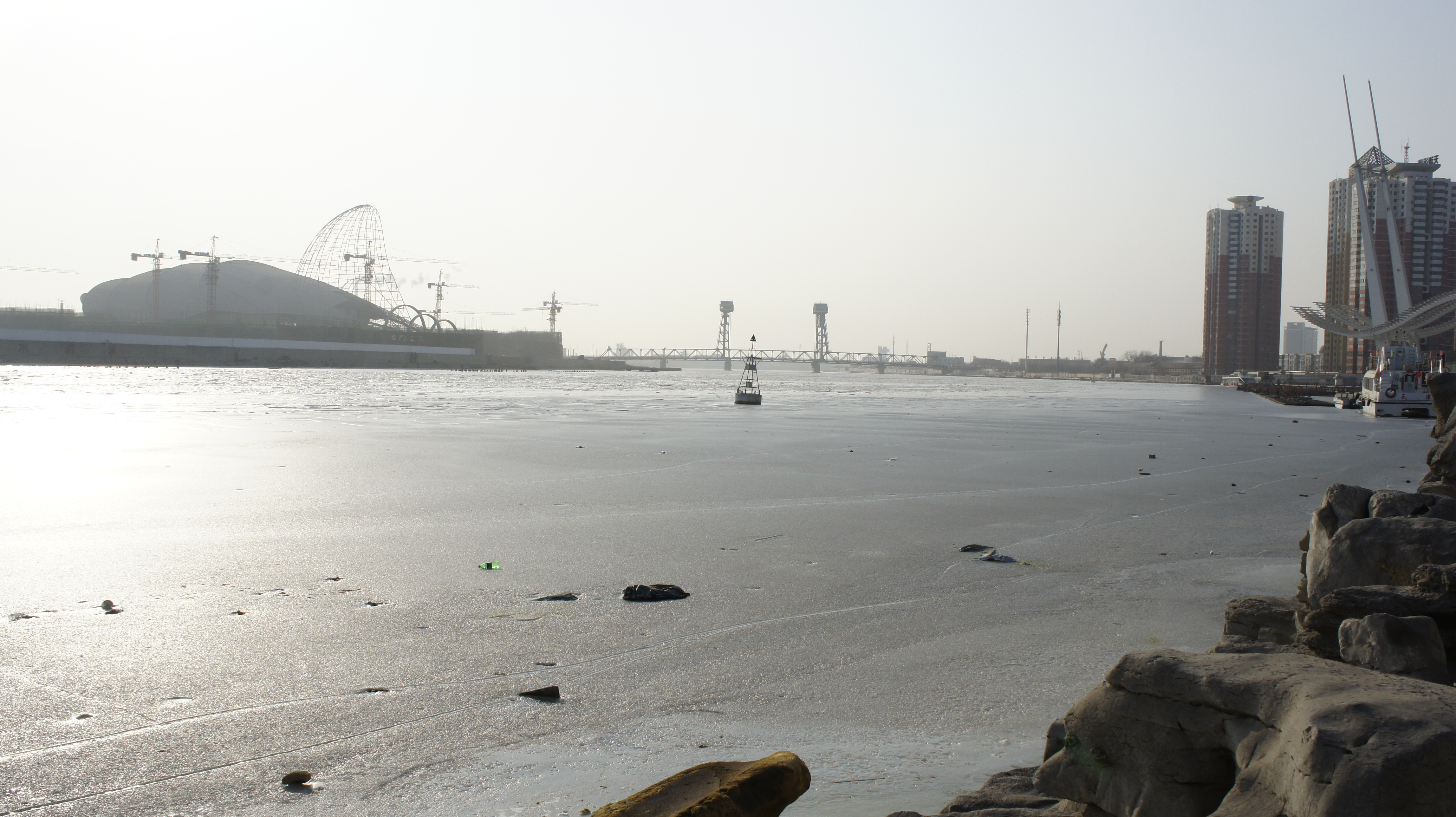
Il Bund del fiume Hai.

Lo Yongding era originariamente noto comunemente come Wuding He («fiume senza corso fisso»), poiché straripava di frequente e mutava il suo corso. Ricevette il nome di Yongding He («fiume dal corso fisso permanente») verso la fine del XVII secolo, quando vennero intrapresi lavori di controllo delle piene su vasta scala. Ulteriori misure per il controllo delle piene vennero effettuate nel 1698, nel 1726, nel 1751 e durante il XIX secolo. Il fiume ha sempre trasportato un'enorme quantità di limo, che colmava il letto del fiume alla stessa velocità con il quale questo veniva liberato. All'inizio degli anni '50 il fiume venne arginato nella regione montuosa a nord-ovest di Pechino dalla diga di Guanting, e le sue acque, tenute sotto controllo per scongiurare eventuali piene, vengono sfruttate per la produzione di energia idroelettrica e per l'irrigazione.
Successivamente, in tutto il bacino dello Hai è stato realizzato un vasto progetto per il controllo delle acque e la conservazione del territorio. Lungo il corso superiore dei vari tributari, sono state costruite circa 1400 dighe di contenimento, alcune delle quali (come quella di Guanting) di considerevoli dimensioni e destinate sia all'irrigazione che alla produzione di energia idroelettrica. Contemporaneamente alla realizzazione di queste opere, sulle alture sono stati portati avanti programmi di rimboschimento, conservazione del suolo e creazione di terrazzamenti. Nella pianura stessa, sono stati realizzati progetti locali su vasta scala per costruire argini lungo il corso dei fiumi più grandi per difendersi dalle inondazioni, dragare il loro letto e suddividerne il corso in più canali, e costruire varie vie navigabili. Di conseguenza, molti dei principali affluenti dello Hai sono stati trasformati in canali o incanalati in nuovi letti, e sono state create loro foci separate. Da tempo, quindi, lo Hai non riesce più a trasportare l'intero volume delle acque di tutti questi fiumi quando essi sono in piena. Questi importanti progetti sono stati integrati da programmi di costruzione su vasta scala di drenaggi accessori e opere di irrigazione, destinati a ridurre le piene e sopperire alle conseguenze delle siccità. Per migliorare ulteriormente gli impianti di irrigazione, è stato scavato un enorme numero di pozzi e sono state costruite stazioni di pompaggio per integrare il sistema di irrigazioni con acqua sotterranea.